# Liuwa II
Liuwa II (ur. prawdopodobnie w 583, zm. w 603) – król Wizygotów w latach 601–603.
Liuwa II objął tron po śmierci ojca, Rekkareda I, w wieku osiemnastu lat. Jego panowanie trwało dwa lata – w 603 roku został zorganizowany zamach, który doprowadził do obalenia króla i jego śmierci, prawdopodobnie wskutek obcięcia prawej dłoni.
Władzę po Liuwie II objął przywódca spisku – Witeryk.